# Сан-Сальвадор-Атенко
Сан-Сальвадор-Атенко (исп. San Salvador Atenco) — город и муниципалитет в Мексике, входит в штат Мехико. Население 14 995 человек.